# Džedhor
Džedhor, známý též jako Teós či Tachós, byl předposledním faraonem 30. dynastie. Džedhor byl synem faraona Nachtenbefa I. Zpočátku byl jeho spoluvládcem, později jeho nástupcem.

Džedhorova královská titulatura, chrám boha Chonsu v Karnaku
Djed Hor Stp.n Inhr podmanil si cizí země, král obou zemí, přináší právo Ra, Horus nechť žije, vyvolený Anhurem

Pro své tažení do Sýrie vybudoval vojsko financované zdaněním majetku chrámů, čímž si proti sobě popudil kněžstvo. Jeho tažení do Syropalestiny zneužil jeho bratr Cahapimu a tehdejší správce země, který s pomocí mimo jiné právě kněží dosadil na trůn svého syna Nachthareheba. Džedhor získal útočiště v Persii, kde žil až do své smrti.